# Chloromachia albiceps
Chloromachia albiceps là một loài bướm đêm trong họ Geometridae.